# Brotherobryum sleumeri
Brotherobryum sleumeri är en bladmossart som beskrevs av Bruce H. Allen 1984 [1985. Brotherobryum sleumeri ingår i släktet Brotherobryum och familjen Dicranaceae. Inga underarter finns listade i Catalogue of Life.